# Bryce Bayer
Pour les articles homonymes, voir Bayer.
Bryce E. Bayer (15 août 1929 à Portland (Maine), 13 novembre 2012 à Bath (Maine)) est un scientifique américain, inventeur de la matrice de Bayer qui est utilisée dans la plupart des appareils photographiques numériques. Elle fut brevetée en 1976 alors qu'il travaillait chez Eastman Kodak.
En novembre 2009, il reçut la médaille du progrès de la Royal Photographic Society.